# الباحة العارية للكبد
الباحة العارية للكبد (أو الباحة غير الصفاقية) هي منطقة مثلثية كبيرة على السطح الحجابي للكبد، تتميز بكونها المنطقة الوحيدة في الكبد التي تكون خالية من؟، وغير مغطاة بالغشاء الصفاقي، ولذلك يتم تسميتها بالمنطقة العارية. يتم توصيلها مباشرة بالحجاب الحاجز بواسطة نسيج ضام رخو.
يمثل الرباط الإكليلي انعكاسات الصفاق الحشوي الذي يغطي الكبد على الحجاب الحاجز، بحيث تقع المنطقة العارية للكبد بين طبقتين من الرباط الإكليلي (طبقة علوية والأخرى سفلية)وهذا مرتبط بالحجاب الحاجز عن طريق النسيج الضام الرخو. تكون المنطقة العارية للكبد مغطاة بكبسولة جليسون، الكبسولة الليفية التي تغمد الكبد بالكامل.

## الأهمية السريرية
تعتبر الباحة العارية للكبد مهمة سريريًا بسبب المفاغرة البوابية الجوفية وهي تمثل موقعًا يمكن أن تنتشر فيه العدوى من تجويف البطن إلى التجويف الصدري. أهميتها تكمن في أنها تحيط بالحيز الصفاقي الإضافي الأيمن تحت الحجاب الحاجز.

## صور إضافية

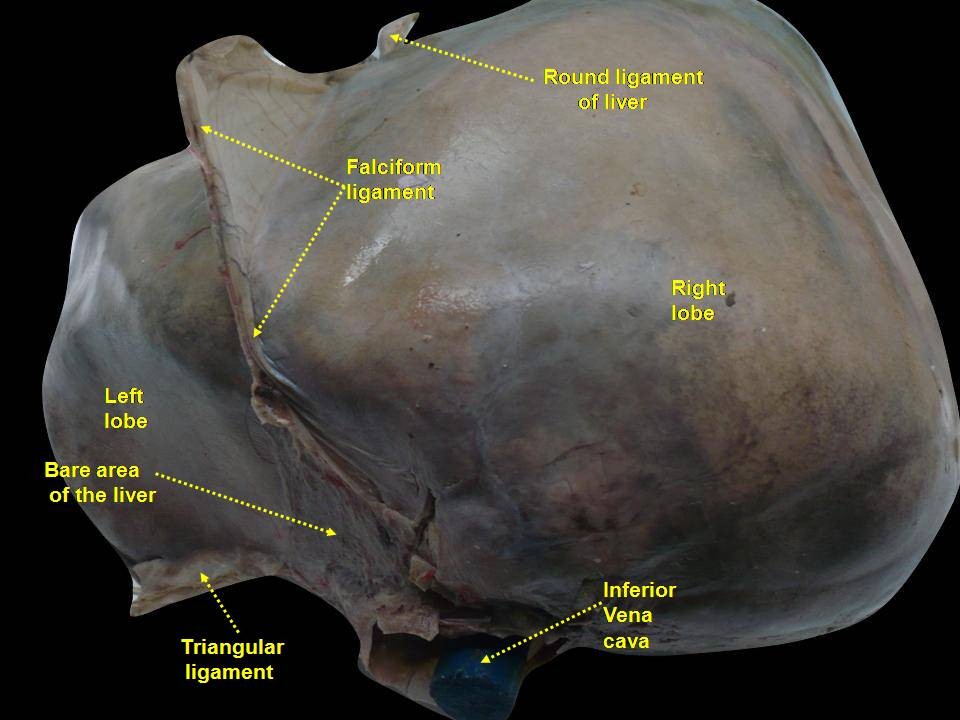
الباحة العارية على سطح الكبد الحجابي.

## روابط خارجية
- صور تشريحية:38:10-0201 في مركز داونستيت الطبي التابع لجامعة نيويورك - "Stomach, Spleen and Liver: Ligaments of the Liver"
- درسٌ تشريحي حول liver مُعدٌ بواسطة ويسلي نورمان (جامعة جورجتاون).